# Croatian Eagles
Croatian Eagles je nogometni klub iz Milwaukeeja u američkoj saveznoj državi Wisconsinu. Najstariji je nogometni klub u Sjevernoj Americi. Član je Hrvatskog nacionalnog nogometnog saveza za Kanadu i SAD i redovito sudjeluje na Hrvatskom nacionalnom nogometnom turniru SAD i Kanade. Klub je danas pretežito usmjeren na formaciju mladih igrača i igračica. Klupski timovi sudjeluju u državnim prvenstvima države Wisconsina u nogometu. 

## Povijest
Klub je osnovan 1922. godine, a prvi predsjednik kluba bio je velečasni Charles Jesih.  Prvi predsjednik kluba bio je velečasni Charles Jesih. Za vrijem 1930-ih i 1940-ih godina Orlovi su osvajali prvenstva u više navrata. Za vrijeme Drugog svjetskog rata, njihova 23 igrača iz kluba služila su u američkoj vojsci. Nakon rata, od prikupljenih sredstava, kupljeno je zemljište u Franklinu koje je postalo Croatian Park i dom kluba.

## Vanjske poveznice
- Službene web stranice  Arhivirana inačica izvorne stranice od 18. lipnja 2012. (Wayback Machine)

| Hrvatski nacionalni nogometni savez Kanade i SAD-a | Hrvatski nacionalni nogometni savez Kanade i SAD-a | Hrvatski nacionalni nogometni savez Kanade i SAD-a |
| -------------------------------------------------- | --- | -------------------------------------------------- |
|                                                    | |                                                    |
| Kanada                                             | Hamilton Croatia • Kitchener Hrvat • London Croatia • Mississauga Croatia • Norval Croatia • Hrvat Oakville • Livno Oakville • Jadran Ottawa • Sault St. Marie Croatia • Hrvat St. Catharines • Streetsville Dalmacija • Sudbury Adria • Toronto Zagreb • Windsor Croatia |                                                    |
|                                                    | |                                                    |
| SAD                                                | Hrvat Chicago • RWB Adria • Zrinski Chicago • Croatia Cleveland • Connecticut Croatia • Croatian Eagles • New York Croatia • New York Polet |                                                    |
|                                                    | |                                                    |
| Hrvatsko-sjevernoamerički nogometni turnir         | |                                                    |

| Hrvatski nacionalni nogometni savez Kanade i SAD-a | Hrvatski nacionalni nogometni savez Kanade i SAD-a | Hrvatski nacionalni nogometni savez Kanade i SAD-a |
| -------------------------------------------------- | --- | -------------------------------------------------- |
|                                                    | |                                                    |
| Kanada                                             | Hamilton Croatia • Kitchener Hrvat • London Croatia • Mississauga Croatia • Norval Croatia • Hrvat Oakville • Livno Oakville • Jadran Ottawa • Sault St. Marie Croatia • Hrvat St. Catharines • Streetsville Dalmacija • Sudbury Adria • Toronto Zagreb • Windsor Croatia |                                                    |
|                                                    | |                                                    |
| SAD                                                | Hrvat Chicago • RWB Adria • Zrinski Chicago • Croatia Cleveland • Connecticut Croatia • Croatian Eagles • New York Croatia • New York Polet |                                                    |
|                                                    | |                                                    |
| Hrvatsko-sjevernoamerički nogometni turnir         | |                                                    |